# Марьино (Станское сельское поселение)
Марьино — деревня в Лихославльском районе Тверской области.

## География
Находится в центральной части Тверской области на расстоянии приблизительно 29 км на север по прямой от районного центра города Лихославль.

## История
Деревня была отмечена ещё на карте Менде, состояние местности на которой соответствует 1848 году. В 1859 году здесь (деревня Вышневолоцкого уезда) было учтено 20 дворов. До 2021 года деревня входила в Станское сельское поселение Лихославльского района до его упразднения.

## Население
Численность населения: 123 человека (1859 год), 17 (карелы 82 %) в 2002 году, 8 в 2010.